# Marcin Białobłocki
Marcin Białobłocki (Sokółka, 2 september 1983) is een Pools voormalig wielrenner die onder andere reed voor CCC Sprandi Polkowice.

## Overwinningen
2011
6e etappe An Post Rás
2012
1e etappe An Post Rás
2013
Eindklassement An Post Rás
2014
5e etappe An Post Rás
2015
 Pools kampioen tijdrijden, Elite
7e etappe Ronde van Polen (ITT)
2016
Tussensprintklassement Ronde van Dubai
1e etappe Ronde van Midden-Nederland (TTT)
2017
1e etappe deel B Internationale Wielerweek (TTT)

## Resultaten in voornaamste wedstrijden
| Jaar | Ronde van Italië | Ronde van Frankrijk | Ronde van Spanje |
| ---- | ---------------- | ------------------- | ---------------- |
| 2017 | 159e             |                     |                  |

## Ploegen
- 2005 –  Grupa PSB-Atlas-Orbea
- 2011 –  Motorpoint
- 2012 –  Node 4-Giordana Racing
- 2013 –  Team UK Youth
- 2014 –  Giordana Racing Team
- 2015 –  ONE Pro Cycling
- 2016 –  ONE Pro Cycling
- 2017 –  CCC Sprandi Polkowice

Barker · Białobłocki · Gustavsson · Horton · Hunt · Lowsley-Williams · Mansell · Mould · Opie · Partridge · Tanguy · Wilkinson
Atkins · Barker · Baylis · Bellis · Białobłocki · Gardias · Harper · Hester · Hunt · Mould · Opie · P.Williams · S.Williams
Barker · Baylis · Białobłocki · Domagalski · Ebsen · Goss · Handley · Harper · House · Hunt · Lander · McCormick · Mortensen · O'Shea · Opie · Oram · Smith · Von Hoff · P.Williams · S.Williams
Banaszek · Białobłocki · Brożyna · Großschartner · Hirt · Kaczmarek · Koch · Kurek · Małecki · Michajlov · Mrożek · Owsian · Paluta · Paterski · Pluciński · Ponzi · Samojlaw · Schlegel · Sisr · Stosz · Taciak · Tratnik